# Макаров, Юрий Владимирович (журналист)
Юрий Владимирович Макаров (родился 24 апреля 1955, София, Болгария) — украинский журналист (телеведущий, документалист, писатель). В 2019-2023 — председатель Комитета по Национальной премии Украины имени Тараса Шевченко.

## Биография
Родился в семье русских эмигрантов в Болгарии, отец инженер-химик (в 1973—1978 гг. политзаключённый), мать — камерная певица. Дед по отцу был капитаном лейб-гвардии Семёновского полка в Санкт-Петербурге. Дед по матери, с которым которого семья возвратилась на родину, был священником в сельских приходах в Болгарии, настоятелем Церкви Святителя Николая Чудотворца (София), затем Петропавловского собора в Луганске.
Окончил Киевский университет им. Т. Шевченко, факультет романо-германской филологии (1972—1977).
- Февраль 1977 — август 1980 — лаборант кафедры языков, преподаватель французского языка в Киевской консерватории им. П. Чайковского.
- Август 1980 — март 1987 — корреспондент, обозреватель промышленно-экономической редакции, Радио-телеграфное агентство Украины (РАТАУ).
- Март 1987 — январь 1993 — редактор, режиссёр, студия «Киевнаучфильм», студия «Четверг».
- Январь 1994 — июль 1995 — заместитель главного редактора, газета «Контракт».
- С августа 1995 — на ТРК «Студия 1+1»: с сентября 1996 — ведущий программы «Телемания», автор-ведущий программ «Завтрак с 1+1», «Спецпроект Юрия Макарова», «Империя кино», «Документ», в 1998—2002 — главный редактор телеканала «1+1».
- В 2007—2009 шеф-редактор журнала «Український тиждень»[3], впоследствии постоянный колумнист издания.
- В 2008—2009 вёл программу «Культурний фронт» на Первом национальном канале.
- В 2011—2013 — на канале ТВі, ведущий программ «Цивілізація» и «Цивілізація 2.0».
- 2017—2019 — член правления Национальной общественной телерадиокомпании Украины, ведущий программы "Война и мир" (вместе с Е. Степаненко).
- с 2019 — исполнительный продюсер Национальной общественной телерадиокомпании Украины

## Награды
Лауреат премии Телевизионной академии Украины «Золотая Эра» в номинации «Лучшая культурно-историческая программа», дважды лауреат премии «Телетриумф».

## Личная жизнь
Был женат четырежды. Дочь Мария 1997 г. р..

## Фильмография
- 1991 — «Мелочи»
- 1992 — «Лестница в небо»
- 1993 — «Вначале было слово»
- 2002 — документальный сериал «Мой Шевченко» и др.